# Liste der Botschafter der Vereinigten Staaten in Frankreich

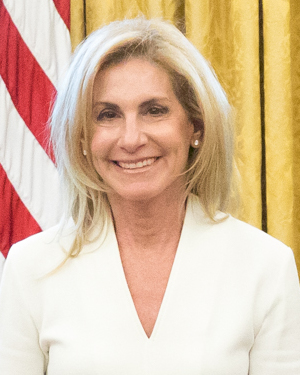
Jamie McCourt, abberufene US-Botschafterin in Paris

Diese Liste umfasst die Botschafter der Vereinigten Staaten in Frankreich.

## Geschichte
1781 schlug George Washington mit französischen Truppen unter Marie-Joseph Motier, Marquis de La Fayette die britischen Truppen unter Charles Cornwallis, 1. Marquess Cornwallis in der Schlacht von Yorktown entscheidend. Das Britische Weltreich räumte im Vertrag von Paris von 1783 die Unabhängigkeit der Vereinigten Staaten von Amerika ein.

## Missionschefs
Die Leiter der Botschaft der Vereinigten Staaten in Frankreich trugen die Titel:
- ab 1776 Envoy
- ab 1778 Ministers Plenipotentiary
- ab 1816 Envoys Extraordinary and Minister Plenipotentiary
- ab 1893 Ambassadors Extraordinary and Plenipotentiary

| Ernennung                         | Name                        | ernannt von           | akkreditiert bei der Regierung | Abberufung         |
| --------------------------------- | --------------------------- | --------------------- | ------------------------------ | ------------------ |
| Dezember 1776                     | Benjamin Franklin           | George Washington     | Ludwig XVI.                    | 1778               |
| Dezember 1776                     | Arthur Lee                  | George Washington     | Ludwig XVI.                    | 1778               |
| Dezember 1776                     | Silas Deane                 | George Washington     | Ludwig XVI.                    | 1778               |
| 1778                              | John Adams                  | George Washington     | Ludwig XVI.                    | 1779               |
| 14. September 1778/ 23. März 1779 | Benjamin Franklin           | George Washington     | Ludwig XVI.                    | 17. Mai 1785       |
| 10. März 1785/ 17. Mai 1785       | Thomas Jefferson            | George Washington     | Ludwig XVI.                    | 26. September 1789 |
| 20. April 1790                    | William Short               | George Washington     | Ludwig XVI.                    | 15. Mai 1792       |
| 1792                              | Gouverneur Morris           | George Washington     | Nationalkonvent                | 1794               |
| 1794                              | James Monroe                | George Washington     | Direktorium                    | 1796               |
| 1796                              | Charles Cotesworth Pinckney | John Adams            | Napoleon Bonaparte             | 1797               |
| 1801                              | Robert R. Livingston        | Thomas Jefferson      | Napoleon Bonaparte             | 1804               |
| 1804                              | John Armstrong              | James Madison         | Napoleon Bonaparte             | 1810               |
| 1811                              | Joel Barlow                 | James Madison         | Napoleon Bonaparte             | 1812               |
| 1813                              | William Harris Crawford     | James Madison         | Napoleon Bonaparte             | 1815               |
| 1816                              | Albert Gallatin             | James Madison         | Ludwig XVIII.                  | 1823               |
| 1824                              | James Brown                 | James Monroe          | Karl X.                        | 1829               |
| 1829                              | William Cabell Rives        | Andrew Jackson        | Karl X.                        | 1832               |
| April 1833                        | Levett Harris               | Andrew Jackson        | Louis-Philippe I.              | September 1833     |
| 1833                              | Edward Livingston           | Andrew Jackson        | Louis-Philippe I.              | 1835               |
| 1836                              | Lewis Cass                  | Andrew Jackson        | Louis-Philippe I.              | 1842               |
| 1844                              | William R. King             | John Tyler            | Louis-Philippe I.              | 1846               |
| 1847                              | Richard Rush                | James K. Polk         | Louis-Philippe I.              | 1849               |
| 1849                              | William Cabell Rives        | Zachary Taylor        | Zweite Republik                | 1853               |
| 1853                              | John Y. Mason               | Millard Fillmore      | Napoleon III.                  | 1859               |
| 1860                              | Charles J. Faulkner         | James Buchanan        | Napoleon III.                  | 1861               |
| 1861                              | William L. Dayton           | James Buchanan        | Napoleon III.                  | 1864               |
| 1865                              | John Bigelow                | Abraham Lincoln       | Napoleon III.                  | 1866               |
| 1866                              | John Adams Dix              | Andrew Johnson        | Napoleon III.                  | 1869               |
| 1869                              | Elihu Benjamin Washburne    | Andrew Johnson        | Napoleon III.                  | 1877               |
| 1877                              | Edward F. Noyes             | Ulysses S. Grant      | Mac-Mahon                      | 1881               |
| 1881                              | Levi P. Morton              | James A. Garfield     | Grévy                          | 1885               |
| 1885                              | Robert Milligan McLane      | Chester A. Arthur     | Grévy                          | 1889               |
| 1889                              | Whitelaw Reid               | Benjamin Harrison     | Sadi Carnot                    | 1892               |
| 1892                              | T. Jefferson Coolidge       | Benjamin Harrison     | Sadi Carnot                    | 1893               |
| 1893                              | James B. Eustis             | Benjamin Harrison     | Sadi Carnot                    | 1897               |
| 1897                              | Horace Porter               | Grover Cleveland      | Faure                          | 1905               |
| 1905                              | Robert Sanderson McCormick  | Theodore Roosevelt    | Loubet                         | 1907               |
| 1907                              | Henry White                 | Theodore Roosevelt    | Fallières                      | 1909               |
| 1909                              | Robert Bacon                | Theodore Roosevelt    | Fallières                      | 1912               |
| 1912                              | Myron T. Herrick            | William Howard Taft   | Fallières                      | 1914               |
| 1914                              | William Graves Sharp        | Woodrow Wilson        | Poincaré                       | 1919               |
| 1919                              | Hugh Campbell Wallace       | Woodrow Wilson        | Poincaré                       | 1921               |
| 1921                              | Myron T. Herrick            | Woodrow Wilson        | Millerand                      | 1929               |
| 1929                              | Walter Evans Edge           | Herbert Hoover        | Doumergue                      | 1933               |
| 1933                              | Jesse I. Straus             | Franklin D. Roosevelt | Lebrun                         | 1936               |
| 1936                              | William C. Bullitt          | Franklin D. Roosevelt | Lebrun                         | 1940               |
| 1941                              | William Daniel Leahy        | Franklin D. Roosevelt | Pétain                         | Mai 1942           |
| Mai 1942                          | Somerville Pinkney Tuck     | Franklin D. Roosevelt | Pétain                         | 8. November 1942   |
| 1. Dezember 1944                  | Jefferson Caffery           | Franklin D. Roosevelt | de Gaulle                      | 1949               |
| 1949                              | David K. E. Bruce           | Harry S. Truman       | Auriol                         | 1952               |
| 1952                              | James Clement Dunn          | Harry S. Truman       | Auriol                         | 1953               |
| 1953                              | C. Douglas Dillon           | Dwight D. Eisenhower  | Auriol                         | 1957               |
| 1957                              | Amory Houghton              | Dwight D. Eisenhower  | Coty                           | 1961               |
| 1961                              | James M. Gavin              | John F. Kennedy       | de Gaulle                      | 1962               |
| 1962                              | Charles E. Bohlen           | John F. Kennedy       | de Gaulle                      | 1968               |
| 1968                              | Sargent Shriver             | Lyndon B. Johnson     | de Gaulle                      | 1970               |
| 1970                              | Arthur K. Watson            | Richard Nixon         | Pompidou                       | 1972               |
| 1973                              | John N. Irwin II            | Richard Nixon         | Pompidou                       | 1974               |
| 1974                              | Kenneth Rush                | Gerald Ford           | Giscard d’Estaing              | 1977               |
| 1977                              | Arthur A. Hartman           | Jimmy Carter          | Giscard d’Estaing              | 1981               |
| 1981                              | Evan G. Galbraith           | Ronald Reagan         | Mitterrand                     | 1985               |
| 1985                              | Joe M. Rodgers              | Ronald Reagan         | Mitterrand                     | 1989               |
| 1989                              | Walter Curley               | George Bush           | Mitterrand                     | 1993               |
| 1993                              | Pamela Harriman             | Bill Clinton          | Mitterrand                     | 1997               |
| 1997                              | Felix Rohatyn               | Bill Clinton          | Chirac                         | 2000               |
| 2001                              | Howard H. Leach             | George W. Bush        | Chirac                         | 2005               |
| 2005                              | Craig Roberts Stapleton     | George W. Bush        | Chirac                         | 2009               |
| 2009                              | Charles Rivkin              | Barack Obama          | Sarkozy                        | 2013               |
| 2014                              | Jane D. Hartley             | Barack Obama          | Hollande                       | 2017               |
| 2017                              | Jamie McCourt               | Donald Trump          | Macron                         | Dezember 2017      |
| Januar 2021                       | Brian Aggeler               | Joe Biden             | Macron                         | Dezember 2021      |
| Dezember 2021                     | Denise Bauer                | Joe Biden             | Macron                         | 2025               |
| Juli 2025                         | Charles Kushner             | Donald Trump          | Macron                         |                    |